# Allerheiligenkirche (Wadern)

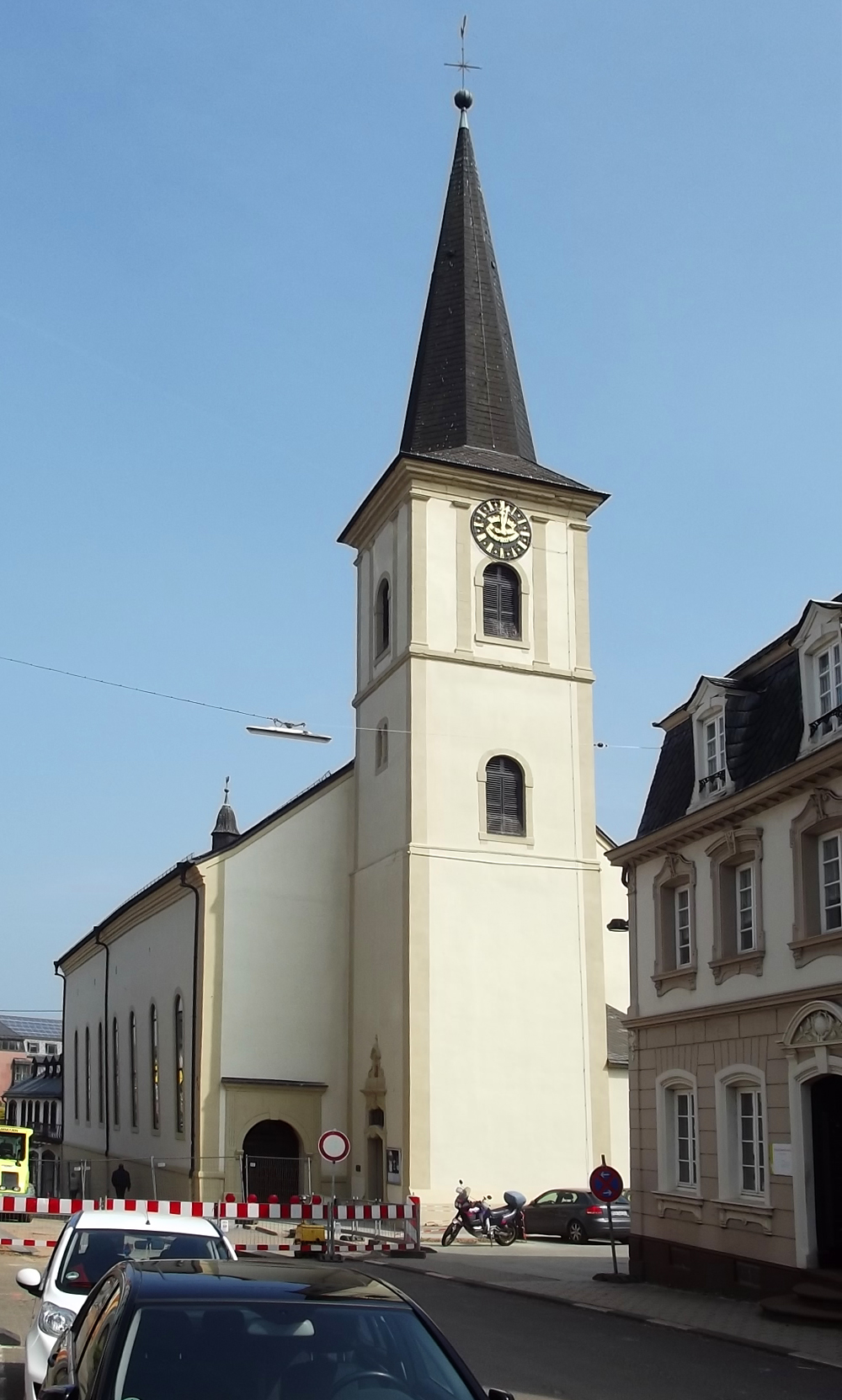
Die katholische Allerheiligenkirche in Wadern

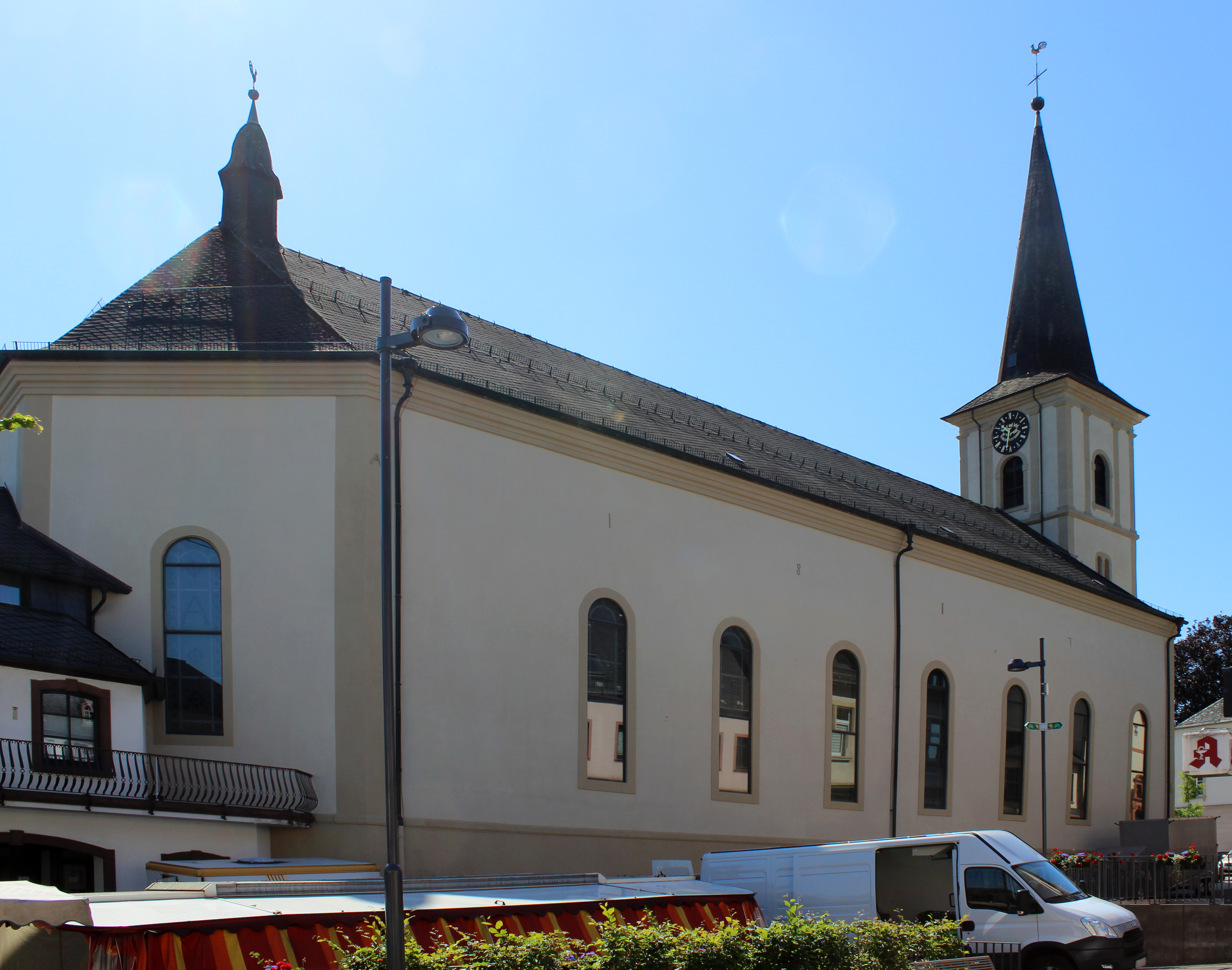
Weitere Ansicht der Kirche

Die Kirche Allerheiligen ist eine katholische Pfarrkirche in der saarländischen Stadt Wadern, Landkreis Merzig-Wadern. Sie trägt das Patrozinium des Hochfests Allerheiligen. In der Denkmalliste des Saarlandes ist die Kirche als Einzeldenkmal aufgeführt.

## Geschichte
Die Kirche wurde im Jahr 1817 an der Stelle eines baufällig gewordenen Vorgängerbaus errichtet. Der Turm der Vorgängerkirche blieb stehen und wurde in den Neubau miteinbezogen.
Während des Zweiten Weltkrieges schlugen mehrere Bomben in die Kirche ein und verursachten schwere Schäden.
Im Jahr 1983 wurde das Gotteshaus einer Restaurierung unterzogen, die v. a. Dach, Mauerwerk und Flachdecke betrafen. Der Altarraum erfuhr im Jahr 1994 eine Neugestaltung, für die Bildhauer Theo Heiermann (Köln) verantwortlich zeichnete.
Im Rahmen einer Außenrenovierung am gesamten Kirchenschiff und dem Turm im Jahr 2013 erhielt die Kirche einen neuen Farbanstrich, der der ursprünglichen Farbgebung zur Zeit der Erbauung angepasst wurde.
Im Rahmen einer Innenrenovierung im Jahr 2016 erhielt die Kirche einen neuen Innenanstrich.

## Architektur und Ausstattung

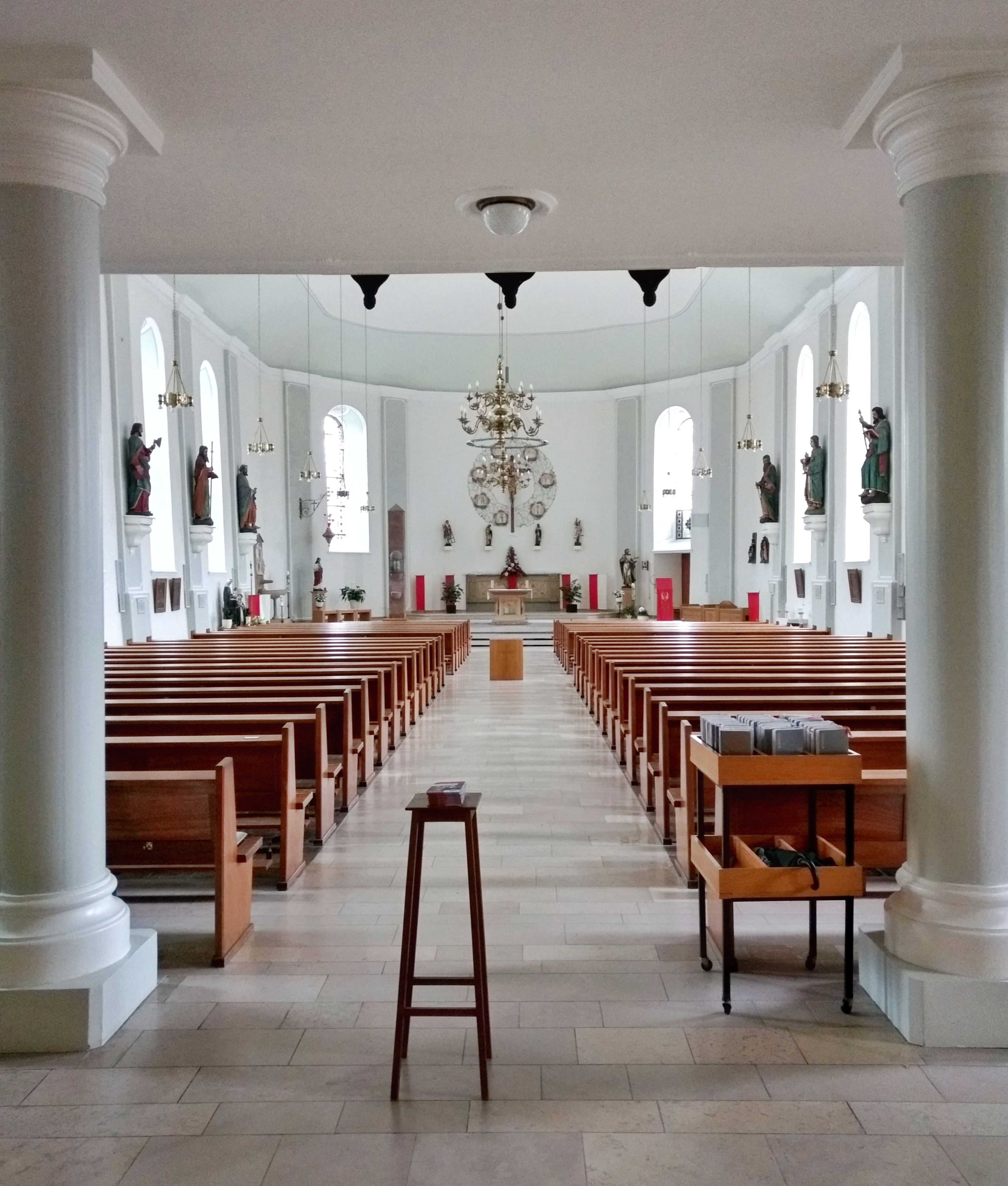
Innenanstrich nach der Renovierung 2016

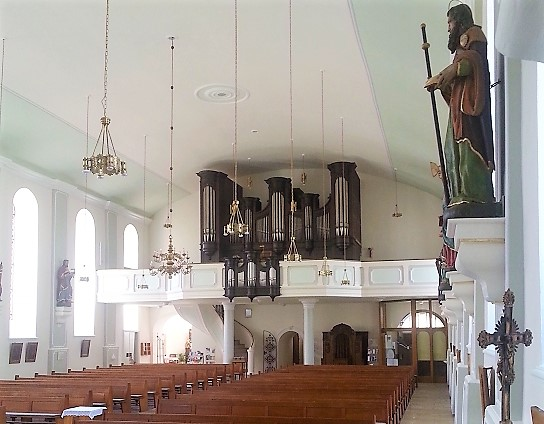
Blick zur Orgelempore

Das Kirchengebäude wurde als Rechtecksaal mit dreiseitigem Chorabschluss und sieben Fensterachsen mit Rundbogenfenstern im klassizistischen Stil errichtet. Der Turm, der einen Spitzhelm trägt, ist dem Kirchenschiff im Süden vorangestellt. Der Turm ist durch Gesimse gegliedert und weist im obersten Teil insgesamt zwölf Pilaster auf. Vier dieser Pilaster befinden sich an den Ecken, während je zwei weitere Pilaster ein rundbogiges Fenster auf jeder Seite flankieren. Unterhalb des mit Pilastern gegliederten Abschnitts befinden sich an der West- und Ostseite des Turms kleine Zwillingsfenster mit eingestellten Säulchen, die noch zur romanischen Bausubstanz gehören. Das Turmportal ist im Barockstil gestaltet.
Zur Ausstattung der Kirche gehören zwölf große Apostelfiguren, die auf Konsolen vor den Wandvorlagen aufgestellt sind. Mit Ausnahme der Figur des Apostels Matthias sind diese alle aus Lindenholz gefertigt. Früher standen diese Figuren in der Benediktinerabtei Mettlach und stammen vermutlich von einem Mönch der Abtei. Sie wurden zuletzt im Jahr 1959 restauriert.
In Nischen an der rechten Seitenwand befinden sich weitere Statuen: Eine Figur des heiligen Laurentius und eine Figur des heiligen Sebastian, die beide aus der Zeit des Barock stammen.
Weiteres Ausstattungsstück ist das Altarkreuz, das seit 1994 an der Stirnwand des Altarraumes angebracht ist und vorher über dem Altar hing. Es ist umrankt von einer in Stuck gearbeiteten Darstellung des Lebensbaumes mit Ornamenten, die mit der Symbolik der sieben Sakramente versehenen sind.
Außerdem befinden sich in der Kirche ein Taufbrunnen aus der Renaissancezeit und eine barocke Pieta. Auffällig im Kirchenraum sind auch die beiden Kronleuchter, die nach langer Zeit wieder angebracht wurden. Die Leuchter wurden teilweise in Georgien restauriert.

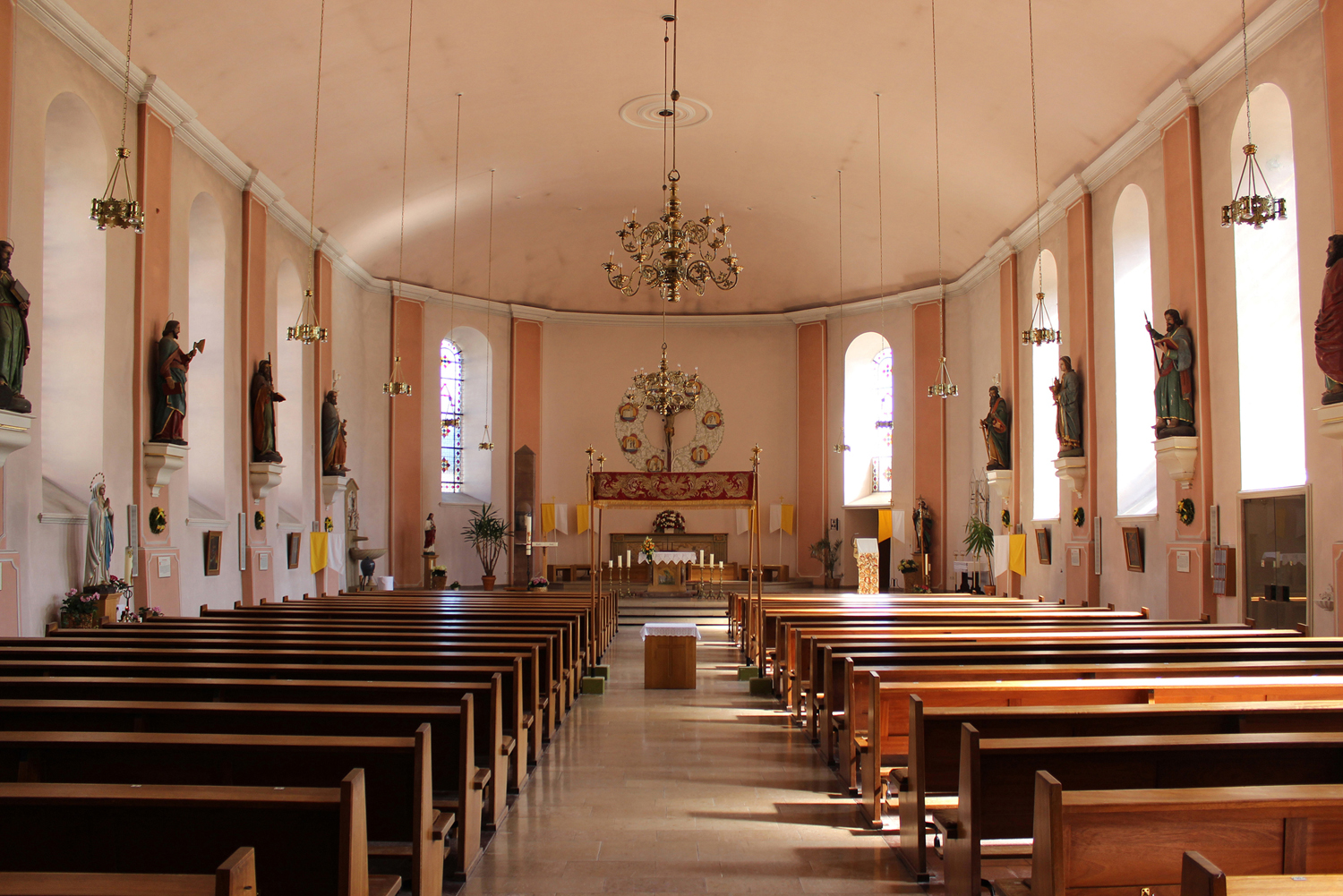
Kircheninneres vor der Renovierung

## Orgel

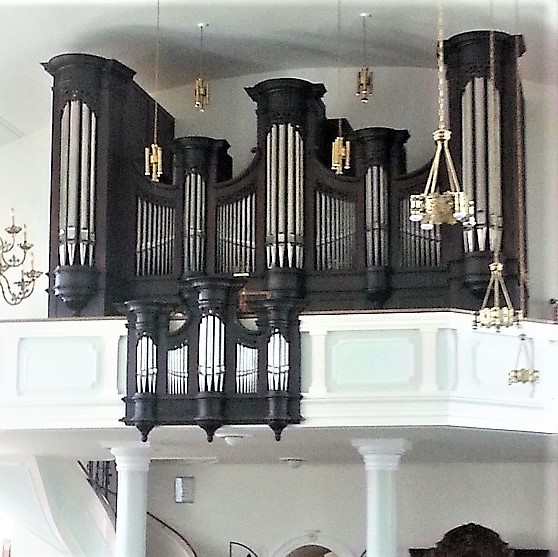
Orgelprospekt

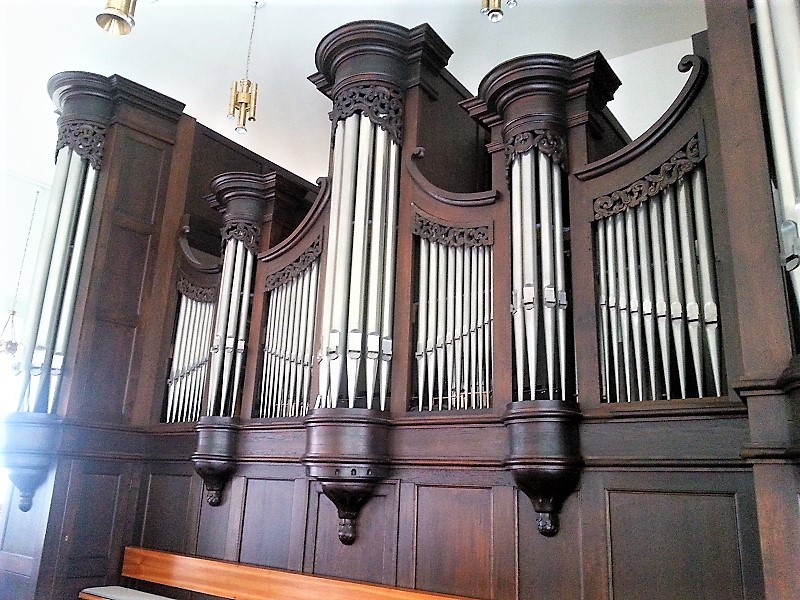
Prospekt

Nachdem das neue Kirchenschiff im Jahr 1817 fertiggestellt war, befand sich noch keine Orgel darin. Erst am 12. November 1826 richtete der Waderner Kirchenschöffenrat einen Antrag an den Trierer Bischof Joseph von Hommer mit der Bitte den Bau einer Orgel in Auftrag geben zu können. Nachdem der Bischof dem Antrag zugestimmt hatte, wurde gut ein Jahr später ein neuer Antrag an den Bischof gerichtet, in dem darum gebeten wurde der Beauftragung des Orgelbauers Jean-Frédéric Verschneider (Puttelange/Lothringen) zuzustimmen. Dies geschah im Oktober 1827. Der ursprünglich für die Aufstellung der Orgel vorgesehene Platz auf der Empore konnte zunächst nicht benutzt werden, da wegen mangelhaft ausgeführter Zimmerarbeiten im Juli 1828 ein Teil des Dachstuhls an eben jener Stelle einstürzte. Da die Orgel zu diesem Zeitpunkt noch nicht aufgestellt war, blieb sie unbeschädigt. Anfang der 1830er Jahre dürfte die Orgel dann an ihrem Platz gestanden haben. Im Jahr 1869 musste das Instrument einer ersten Reparatur unterzogen werden, die Orgelbauer Johann Schaad (Waldlaubersheim) durchführte. Bis zu dieser Reparaturmaßnahme hatte das in die Emporenbalustrade eingebaute Rückpositiv eine Orgelfunktion, danach war es nur noch eine Attrappe. Die Pfeifen des Rückpositivs wurden im Hauptwerk eingebaut, das um 1,20 Meter nach hinten versetzt wurde um auf der Empore für Chor und Organisten zusätzlichen Raum zu schaffen. Außerdem wurde die Blasebälge für die Windzufuhr in den Turm verlegt, was weiteren Platz verschaffte.
Eine erneute Reparatur war im Jahr 1887 notwendig geworden, für die Orgelbauer Johann Josef Müller (Niederehe) beauftragt wurde. Dieser erneuerte die Windzufuhr und baute ein neues Gebläse ein, wodurch die Luftzufuhr zu den Orgelpfeifen störungsfrei stattfinden konnte. Im Jahr 1909 wurde ein elektrisches Orgelgebläse eingebaut, das das bis dahin durch Menschenkraft betriebene Orgelgebläse ersetzte.
Die Orgelbaufirma Brandt und Sebald (Trier) führte im Jahr 1935 die nächste Reparatur durch, bei der das Instrument auch um einige neue Register ergänzt wurde.
Am Nachmittag des 23. Februar 1945 schlug eine Bombe durch das Kirchendach und explodierte auf der Empore, was zu schweren Zerstörungen an der Orgel führte. Nachdem das Dach repariert war, wurde zunächst ein Harmonium als Provisorium in der Kirche aufgestellt, ehe im Jahr 1950 die französische Orgelbaufirma Haerpfer & Erman (Boulay) eine neue 21 Register umfassende Orgel erbaute. Beim Bau der Orgel wurde das originale spätbarocke Gehäuse restauriert und wiederverwendet. Die feierliche Einweihung der Haerpfer-Orgel fand am 15. Juli 1950 statt. Im Dezember 1982 musste die Kirche wegen des morsch gewordenen Daches geschlossen und das Dach komplett abgerissen werden, was den Abbau des Instrumentes zur Folge hatte. Anstatt die Orgel wieder aufzubauen, wurde die Firma Hugo Mayer (Heusweiler) mit dem Bau einer neuen Orgel beauftragt, die auch gegenwärtig ihren Dienst vollzieht.
Das 1983 gebaute Schleifladen-Instrument verfügt über 24 Register, verteilt auf zwei Manuale und Pedal. Die Spieltraktur ist mechanisch, die Registertraktur ist elektrisch. Die Disposition lautet wie folgt:
| I Hauptwerk C–g3 |            |       |
| 1.               | Bourdon    | 16′   |
| 2.               | Principal  | 8′    |
| 3.               | Holzflöte  | 8′    |
| 4.               | Salizional | 8′    |
| 5.               | Oktave     | 4′    |
| 6.               | Spitzflöte | 4′    |
| 7.               | Principal  | 2′    |
| 8.               | Mixtur IV  | 1 ⁄3′ |
| 9.               | Trompete   | 8′    |

| II Schwellwerk C–g3 |                  |        |
| 10.                 | Diapason         | 8′     |
| 11.                 | Harmonieflöte    | 8′     |
| 12.                 | Lieblich Gedeckt | 8′     |
| 13.                 | Rohrflöte        | 4′     |
| 14.                 | Nazard           | 2 ⁄3′  |
| 15.                 | Schwegel         | 2′     |
| 16.                 | Terz             | 1 3⁄5′ |
| 17.                 | Scharff III      | 1′     |
| 18.                 | Cromorne         | 8′     |
|                     | Tremulant        |        |

| Pedal C–f1 |                  |       |
| 19.        | Subbaß           | 16′   |
| 20.        | Oktavbaß         | 8′    |
| 21.        | Gedecktbaß       | 8′    |
| 22.        | Choralbaß        | 4′    |
| 23.        | Rauschpfeife III | 2 ⁄3′ |
| 24.        | Fagott           | 16′   |

- Koppeln: II/I, I/P, II/P
- Spielhilfen: 2 freie Kombinationen, Tutti, Zungeneinzelabsteller